# Antti Sumiala
Antti Sumiala (ur. 20 lutego 1974 w Pori) – fiński piłkarz grający na pozycji napastnika. Obecnie jest zawodnikiem Porin Palloilijat występującego w trzeciej lidze fińskiej. Sumiala 36 razy wystąpił w reprezentacji Finlandii i strzelił w niej 9 goli.